# 鍋爐室
鍋爐室（Boiler room）在商業上指的是一種利用電話、電郵等手段向他人極力推銷有問題產品的詐騙手法。由於這些騙局最初是在美國租金低廉、空氣悶熱的地方進行，因此被名為“鍋爐室騙局”。
由於通常能於短時間內見效，有些騙徒喜歡透過建立“鍋爐室”以推銷有問題的金融產品和服務等。

## 典型的鍋爐室騙局
騙徒頻密撥電話給某人作冷推銷，自稱是投資顧問，以誤導性的言語游說該人投資高風險公司的股份。上釣的受害人把錢存入騙徒指定的銀行戶口後，才發現所買入的股份根本不值錢，亦無法再轉手。

## 外部連結
- 【投資冷知識】：淺談鍋爐室騙局 (7/1/2009) （页面存档备份，存于）
- <提防無法兌現的“現金獎> 2012 投資者教育中心